# Júgengaisa
A júgengaisa (有限会社; Hepburn: yūgen gaisha vagy yūgen kaisha; angol nyelvterületeken gyakran Y.K. vagy Co., Ltd. alakban rövidítve) japán gazdasági társaság-típus.
A júgengaisa fogalmát az 1940-es korlátolt felelősségű társaság-törvényben (有限会社法) határozták meg, alapját a német Gesellschaft mit beschränkter Haftung (GmbH) adja. A 2006. május 1-jén életbe lépő cégtörvényben a júgengaisát az amerikai limited liability company (llc) fogalmán alapuló gódógaisával váltották. A törvény bevezetése óta nincs lehetőség új júgengaisák bejegyzésére, azonban a korábban bejegyzett, működő júgengaisák speciális szabályoknak megfelelő kabusikigaisákként működnek tovább.
Az, hogy a fogalmat júgengaisa vagy júgenkaisa alakban ejtik függ a helyi dialektustól és a cégvezetők döntésétől. Ugyan a sztenderd japán nyelvváltozatban a júgengaisa alakban szerepel, azonban annak alfabetikus rövidítése mindig az Y.K.

## Felépítés
A 2005-ben érvényben levő törvények szerint a júgengaisáknak legfeljebb 50 részvényese, azaz „tagja” (社員; sain; Hepburn: shain) lehet. A tagok legalább 3 millió japán jen tőkehozzájárulásra kötelesek, melyben minden egyes tőkerészesedésnek (持分; mocsibun; Hepburn: mochibun) legalább 50 000 japán jent kell érnie. A minimális tőke összege jóval megengedőbb mint a kabusikigaisák 10 millió japán jenes minimuma. A júgengaisák ezen felül, a kabusikigaisákkal szemben nem kötelesek tőkerészesedés-bizonyítványt kiállítaniuk.
A kabusikigaisákkal ellentétben a júgengaisáknak nem kötelező igazgatósági tagokat vagy bejegyzett könyvvizsgálókat kijelölnie: a minimum követelmény egy igazgató (取締役; torisimarijaku; Hepburn: torishimariyaku).
A júgengaisa-forma a leegyszerűsített felépítés és a viszonylagos engedékeny cégbejegyzési követelményeknek hála elsősorban a kisvállalkozásoknál volt népszerű, azonban néhány nagyobb cég, így például az amerikai ExxonMobil olaj- és gázcég japán leányvállalata is 50 milliárd japán jennyi befizetett tőkés júgengaisaként lett bejegyezve. A júgengaisák az egyszerűsített vállalatirányítás mellett bizonyos külföldi törvények, így az amerikai Internal Revenue Code alapján adókedvezményekben is részesülnek.